# Li Cou
 (février 2021).
Si vous disposez d'ouvrages ou d'articles de référence ou si vous connaissez des sites web de qualité traitant du thème abordé ici, merci de compléter l'article en donnant les références utiles à sa vérifiabilité et en les liant à la section « Notes et références ».
Li Cou (en chinois: 李湊), mort le 10 février 835, officiellement prince héritier Huaiyi (懷懿太ン), était un prince impérial de la dynastie chinoise Tang, qui est devenu impliqué dans un complot où l'on présume que le chancelier Song Shenxi le soutenait pour être empereur. Il a donc été rétrogradé par son frère, l'empereur Wenzong. Après sa mort, l'empereur Wenzong, en venant à croire que les allégations étaient fausses à son sujet, l'a honoré à titre posthume en tant que prince héritier.

## Biographie
On ne connaît pas la date de naissance exacte de Li Cou mais l'on suggère une date entre 809 et 812 en se basant sur la naissance de son frère aîné Li Han (qui deviendra l'empereur Wenzong), né en 809, et son frère cadet Li Rong, né en 812. Il est le sixième fils de l'empereur Muzong. L'identité de sa mère reste inconnue,.

## L'incident de Song Shenxi
En 831, le frère aîné de Li Cou, Li Han, devient empereur. Inquiet du contrôle que les puissants eunuques avaient sur son gouvernement à l'époque, il avait planifié avec le chancelier Song Shenxi un moyen de les éliminer. Dans le cadre de ce plan d'extermination, Shenxi recommanda à Wang Fan (ン璠) de devenir maire de la municipalité de Jingzhao (ン兆 - c'est-à-dire la région de la capitale Chang'an) et l'informa de ce plan. Wang Fan, à la place de garder ce plan secret, le divulgua, et le puissant eunuque Wang Shoucheng et son stratège Zheng Zhu ont eu connaissance du plan. Ce dernier réagit en chargeant l'officier de l'armée de Shence, Doulu Zhu (豆盧著) d'accuser à tort Shenxi de comploter une trahison pour mettre Li Cou sur le trône impérial. Lorsque Shoucheng a relayé l'accusation à l'empereur Wenzong, celui-ci crut au complot et se mit en colère. Shoucheng a d'abord voulu profiter de l'occasion pour détruire la maison de Shenxi mais fut arrêté par un autre eunuque puissant, Ma Cunliang (馬存亮). Cependant, au cours des enquêtes subséquentes menées par les officiers de l'armée de Shence, après qu'un fonctionnaire auxiliaire des princes impériaux, Yan Jingze (晏敬則), et Wang Shiwen (ン師ンン) associé de Shenxi, ont été torturés et ont avoué avoir servi de messagers entre Shenxi et Li Cou, Song Shenxi a été reconnu coupable et devait être exécuté. Les conseillers Cui Xuanliang (崔玄亮), Li Guyan ,Wang Zhi (ン質), Lu Jun (盧均), Shu Yuanbao (舒元褒), Jiang Xi (蔣係), Pei Xiu (裴休) et Wei Wen (韋溫) ont toutefois appelé à la prudence, estimant qu’il y avait des questions importantes en la matière et ont appelé à un examen par les responsables du gouvernement impérial. Le chancelier Niu Sengru a également adopté le même point de vue. Zheng Zhu, craignant qu’un examen ne conduise à la découverte de la vérité, suggéra à Wang Shoucheng de recommander à l’empereur Wenzong que ni Song Shenxi ni Li Cou ne soient exécutés. Li Cou a donc été rétrogradé au titre de duc du comté de Chao (巢縣, dans le Chaohu moderne, dans la province d'Anhui) tandis que Song Shenxi a été rétrogradé pour être le conseiller militaire du préfet de la préfecture de Kai (開州, dans le Chongqing moderne). (Il a été suggéré dans la biographie de Li Cou dans l'Ancien Livre des Tang que Li Cou pourrait avoir été ordonné de se présenter au comté de Chao et donner 10 maisons là-bas, bien que l’édit a assuré qu’il n’y aurait pas de punition supplémentaire (par exemple, suicide forcé) à venir.).

## Conséquences
En 835, Li Cou meurt et devient à titre posthume le prince de Qi. L'année suivante, après que l'empereur Wenzong vint à croire que son frère, Song Shenxi, était innocent d'actes répréhensibles, il ordonna la réhabilitation posthume de Shenxi. Il ordonna, en 838,que Li Cou soit honoré à titre posthume en tant que prince héritier Huaiyi.